# Пурасе (Колумбия)
Пурасе (исп. Puracé) — город и муниципалитет на юго-западе Колумбии, на территории департамента Каука. Входит в состав Восточной провинции.

## История
Поселение, из которого позднее вырос город, было основано Томасом Сиприано де Москерой 1 декабря 1840 года. Муниципалитет Пурасе был выделен в отдельную административную единицу в 1915 году.

## Географическое положение

Муниципалитет Пурасе

Город расположен в юго-восточной части департамента, в горной местности Центральной Кордильеры, на расстоянии приблизительно 14 километров к юго-востоку от города Попаян, административного центра департамента. Абсолютная высота — 2406 метров над уровнем моря.
Муниципалитет Пурасе граничит на западе с территорией муниципалитета Сотара, на северо-западе — с муниципалитетом Попаян, на севере — с муниципалитетом Тоторо, на северо-востоке — с муниципалитетом Инса, на юге и востоке — с территорией департамента Уила. Площадь муниципалитета составляет 707 км².

## Население
По данным Национального административного департамента статистики Колумбии, совокупная численность населения города и муниципалитета в 2015 году составляла 15 261 человек.
Динамика численности населения муниципалитета по годам:
| 2005   | 2006   | 2007   | 2008   | 2009   | 2010   | 2011   | 2012   | 2013   | 2014   | 2015   |
| ------ | ------ | ------ | ------ | ------ | ------ | ------ | ------ | ------ | ------ | ------ |
| 14 970 | 15 016 | 15 058 | 15 097 | 15 132 | 15 163 | 15 190 | 15 213 | 15 233 | 15 249 | 15 261 |

Согласно данным переписи 2005 года мужчины составляли 51,5 % от населения Пурасе, женщины — соответственно 48,5 %. В расовом отношении индейцы составляли 72,9 % от населения города; белые и метисы — 26,8 %; негры, мулаты и райсальцы — 0,3 %.
Уровень грамотности среди всего населения составлял 88,3 %.

## Экономика
Основу экономики Пурасе составляют сельское хозяйство, добыча полезных ископаемых и торговля.
58,7 % от общего числа городских и муниципальных предприятий составляют предприятия торговой сферы, 28,3 % — предприятия сферы обслуживания, 11,2 % — промышленные предприятия, 1,8 % — предприятия иных отраслей экономики.

## Транспорт
Через город проходит национальное шоссе № 20 (исп. Ruta Nacional 20).